# Brănești, Timiș
Brănești este un sat ce aparține orașului Făget din județul Timiș, Banat, România.

## Legături externe

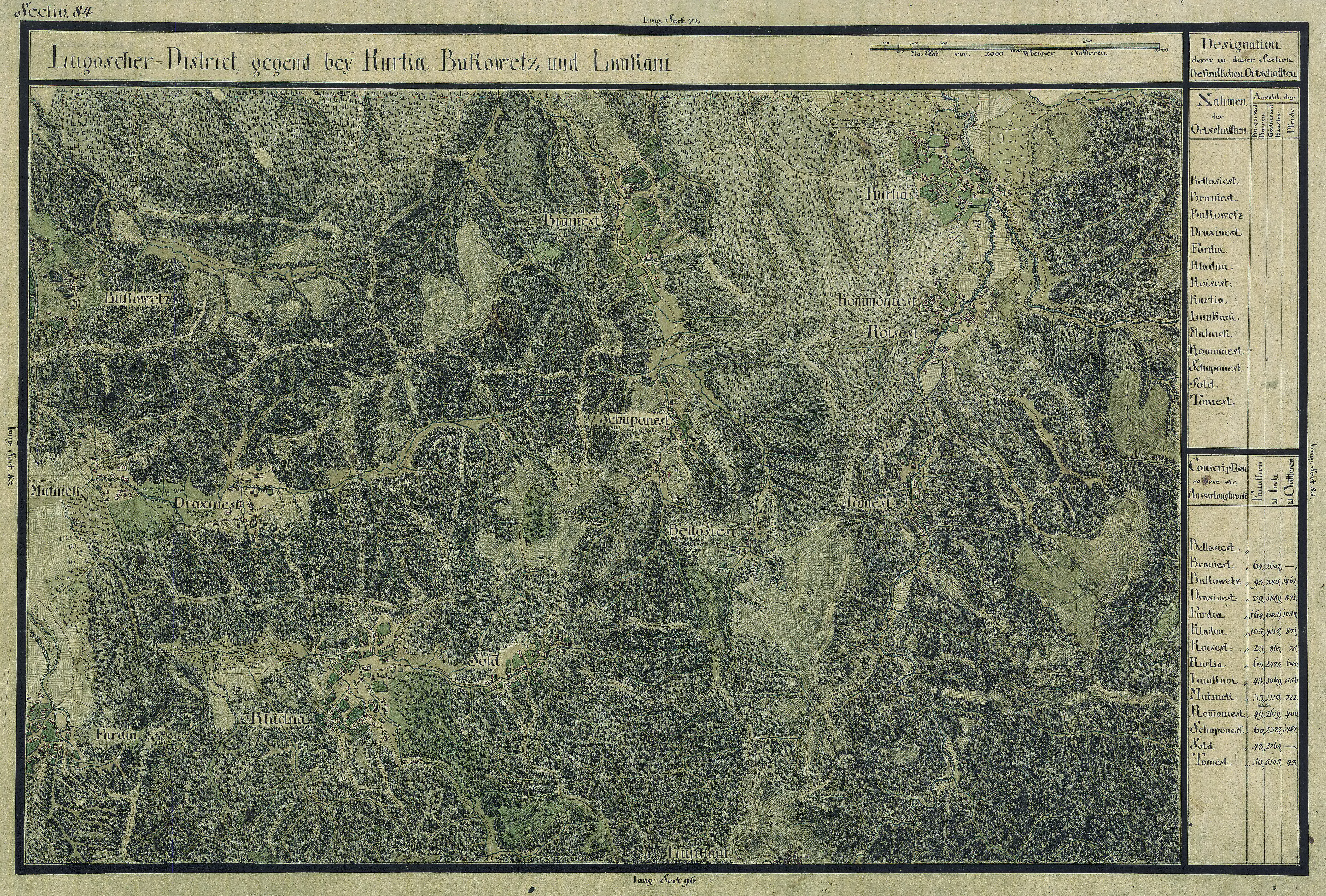
Brănești în Harta Iosefină a Banatului, 1769-72